# Sturgeon-weir River
Sturgeon-weir River är ett vattendrag i Kanada.   Det ligger i provinsen Saskatchewan, i den centrala delen av landet, 2 100 km väster om huvudstaden Ottawa.
I omgivningarna runt Sturgeon-weir River växer i huvudsak blandskog. Trakten runt Sturgeon-weir River är nära nog obefolkad, med mindre än två invånare per kvadratkilometer.